# Südamerikaspiele 2022/Rudern
Bei den Südamerikaspielen 2022 wurden zwischen dem 2. und 5. Oktober 2022 14 Bewerbe im Bahía de Asunción - Club Mbiguá in der paraguayischen Hauptstadt Asunción im Rudern ausgetragen.

## Medaillen Herren
| Bootsklasse                                  | Gold | Silber | Bronze |
| -------------------------------------------- | --- | --- | --- |
| Einer (M1x)                                  | Bruno Cetraro | Javier Torres | Lucas Verthein |
| Doppelzweier (M2x)                           | Bruno Cetraro Felipe Klüver | Axel Haack Agustín Matias | Javier Torres Arturo Rivarola |
| Doppelvierer (M4x)                           | Bruno Cetraro Felipe Klüver Leandro Salvagno Marcos Sarraute                                                                             | Agustín Scenna Axel Haack Emiliano Calderon Santiago Deandrea                                                                | Andoni Habash Nahuel Reyes Óscar Vásquez Pedro Canales                                                                                |
| Zweier ohne Steuermann (M2-)                 | Martin Zocalo Leandro Rodas | Ignacio Abraham Cristopher Kalleg                                                                                            | Franco Calvo Lautaro Nahuel |
| Vierer ohne Steuermann (M4-)                 | Alfredo Abraham Marcelo Poo Ignacio Abraham Cristopher Kalleg                                                                            | Newton Seawright Martin Zocalo Luciano García Leandro Rodas                                                                  | Lautaro Nahuel Ignacio Daniel Franco Calvo Joel Ajejandro                                                                             |
| Leichtgewichts-Doppelzweier (LM2x)           | Felipe Klüver Bruno Cetraro | Pedro Kirk Alejandro Matías                                                                                                  | Piedro Tuchtenhagen João Batista |
| Leichtgewichts-Vierer ohne Steuermann (LM4-) | Eber Sanhueza Roberto Liewald Manuel Fernández Felipe Cárdenas                                                                           | Diego Nazário Emanuel Borges Vangelys Pereira David Souza                                                                    | Mauricio López Joaquín Vázquez Joaquín Duarte Felipe Klüver                                                                           |
| Achter (W8+)                                 | Felipe Klüver Martin Zocalo Mauricio López Newton Seawright Leandro Rodas Leandro Salvagno Luciano García Marcos Sarraute Romina Cetraro | Augusin Matias Alejandro Matías Axel Haack Franco Calvo Pedro Kirk Joel Ajejandro Lautaro Nahuel Ignacio Daniel Clara Galfre | Brahin Alvalay Andoni Habash Cristopher Kalleg Óscar Vásquez Francisco Lapostol Nahuel Reyes Ignacio Abraham Marcelo Poo Isidora Soto |

## Medaillen Damen
| Bootsklasse                        | Gold                                                                  | Silber                                                     | Bronze                                                           |
| ---------------------------------- | --------------------------------------------------------------------- | ---------------------------------------------------------- | ---------------------------------------------------------------- |
| Einer (W1x)                        | Alejandra Alonso                                                      | Beatriz Cardoso                                            | Antonia Abraham                                                  |
| Doppelzweier (W2x)                 | Victoria Hostetter Melita Abraham                                     | Nicole Martinez Alejandra Alonso                           | Milena Viana Chloe Delazeri                                      |
| Doppelvierer (W4x)                 | Antonia Abraham Melita Abraham Victoria Hostetter Christina Hostetter | Chloe Delazeri Dayane Santos Milena Viana Nathalia Barbosa | Adriana Sanguineti Pamela Noya Valeria Palacios Alessia Palacios |
| Zweier ohne Steuerfrau (W2-)       | Antonia Abraham Melita Abraham                                        | Alejandra Alonso Nicole Martinez                           | Yuliana Etchebarne Zoe Acosta                                    |
| Leichtgewichts-Einer (LW1x)        | Isidora Niemeyer                                                      | Sonia Baluzzo                                              | Gabriela Mosqueira                                               |
| Leichtgewichts-Doppelzweier (LW2x) | Sonia Baluzzo Evelyn Silvestro                                        | Tatiana Seijas Nicole Yarzon                               | Josefa Vila Isidora Niemeyer                                     |

## Medaillenspiegel
Ausrichter 
| Platz | Land        | Gold | Silber | Bronze | Gesamt |
| ----- | ----------- | ---- | ------ | ------ | ------ |
| 1     | Uruguay     | 6    | 2      | 2      | 10     |
| 2     | Chile       | 6    | 1      | 4      | 11     |
| 3     | Argentinien | 1    | 5      | 2      | 8      |
| 4     | Paraguay    | 1    | 3      | 2      | 6      |
| 5     | Brasilien   | 0    | 3      | 3      | 6      |
| 6     | Peru        | 0    | 0      | 1      | 1      |
| Total | Total       | 14   | 14     | 14     | 42     |